# Paul Ruttmann
Paul Ruttmann (Linz, 22 de agosto de 1985) es un deportista austríaco que compite en remo.
Ganó una medalla de oro en el Campeonato Mundial de Remo de 2024 y una medalla de oro en el Campeonato Europeo de Remo de 2024, ambas en la prueba de dos sin timonel ligero.

## Palmarés internacional
| Campeonato Mundial | Campeonato Mundial      | Campeonato Mundial | Campeonato Mundial     |
| Año                | Lugar                   | Medalla            | Prueba                 |
| ------------------ | ----------------------- | ------------------ | ---------------------- |
| 2024               | St. Catharines (Canadá) | Medalla de oro     | Dos sin timonel ligero |
| Campeonato Europeo |                         |                    |                        |
| Año                | Lugar                   | Medalla            | Prueba                 |
| 2024               | Szeged (Hungría)        | Medalla de oro     | Dos sin timonel ligero |